# Ponte Pedonal sobre o Esteiro de São Pedro
A Ponte Pedonal sobre o Esteiro de São Pedro, também conhecida como Ponte do Crasto, encontra-se situada na ria de Aveiro e consiste numa ponte suspensa para peões e bicicletas que une duas partes do campus da Universidade de Aveiro. a zona de Santiago, mais antiga, com a zona da Agra do Crasto, mais recente.

## História
O projecto desta obra é da autoria do arquitecto João Luís Carrilho da Graça e do engenheiro António Adão da Fonseca entre 1997-2000 e a construção da mesma realizou-se em 2002. 
No projecto inicial o plano horizontal de passagem era coberto por uma tira em tela, dobrada, criando um efeito de maior dinâmica visual, tal ideia foi, no entanto, abandonada. 

## Características artísticas
A sua concepção foi pensada para que o atravessamento da ria se fizesse de forma delicada, para tal foram usadas como influências formais o percurso mais curto perpendicular à encosta poente, que por sua vez se trata da aresta central da zona da Agra de Castro, e ainda, a orientação do depósito de água, desenhado pelo arquitecto Álvaro Siza Vieira, um marco da paisagem, que contrasta com a horizontalidade da envolvente e, nomeadamente, com a ponte.
Salienta-se ainda, a diferença de materiais nos momentos de chegada e de saída da ponte, que abordam também a dualidade nos percursos de bicicletas e peões com a criação de rampas e escadas respectivamente, para com o momento de atravessamento. Foi escolhido um material de carácter pesado, como o calcário, para salientar os pontos que ligam a ponte a terra, já o metal com um carácter mais leve, é o que marca todo o percurso. É ainda o metal que torna todo este elemento construído em algo que se relaciona directamente com a paisagem à volta, comunicando com ela através da sua transparência e do jogo de sombras que se envolve com a ponte.
As extremidades da ponte estão inteiramente relacionadas com a sua envolvente. Na zona de Santiago esta comunicação é clara na relação da rampa com o depósito de água, já na zona da Agra do Crasto, a relação da ponte com a envolvente é feita, não só, através da relação com a topografia, mas também com o plano urbano desta zona do campus que é da autoria do mesmo arquitecto.

## Características técnicas
Trata-se de uma ponte suspensa com um comprimento total de 367 metros e uma largura de 4 metros, que permite apenas o atravessamento de peões e bicicletas.
A sua construção é feita por uma viga dupla treliçada, tipo Warren, em perfis metálicos, que assenta em pilares de carácter ligeiro e transparente, com vigas diagonais que apresentam um ritmo de vãos de 35 metros criando braços continuos. Por sua vez, estes braços, são constituídos por perfis tubulares de secção 14 x 12,5 centímetros, e cuja geometria, muito particular, flui a partir do desenvolvimento de um modelo matemático de optimização estrutural.
Ao longo de toda a sua extensão o passadiço é continuo e horizontal, em betão armado coberto por um betuminoso marcado ao longo de todo o percurso por pontos de luz artificial.

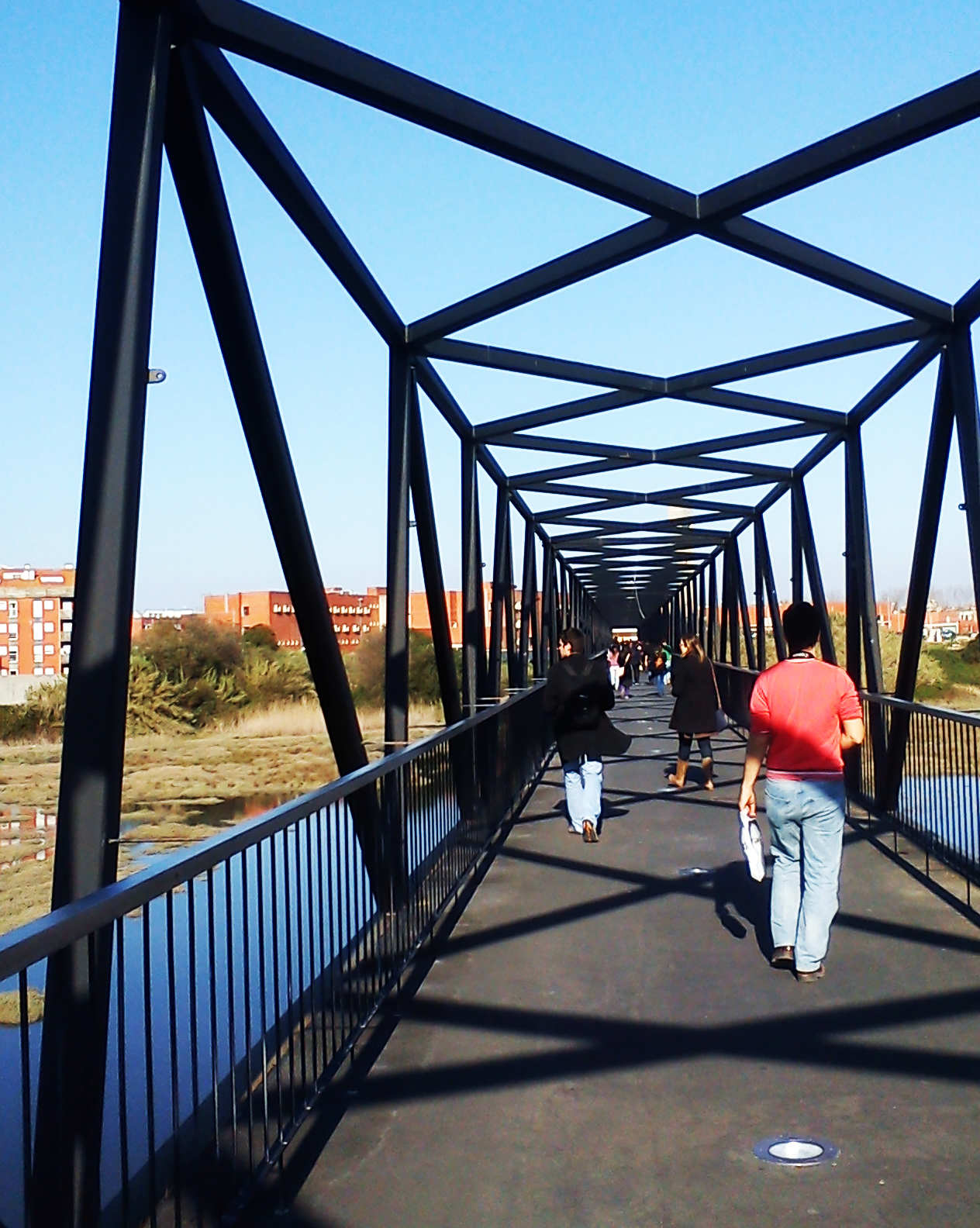
Vista interna da ponte

## Biliografia
- Albiero Roberta, Simone Rita; Opere e Progetti João Luís Carrilho da Graça; Documenti di Architettura, 2.ª Edição; Milão; Editora: Mondadori Electa spa; 2006; ISBN 8837042388
- Arroteia Jorge, Portas Nuno, Toussaint Michel; UNIVERSIDADE DE AVEIRO - TRINTA ANOS DE ARQUITECTURA; 1.ª Edição; Lisboa; Editora: White & Blue; Dezembro 2000; ISBN 9728650000